# ラプ＝ラプ市
ラプ＝ラプ市（英語: Lapu-Lapu City）は、フィリピン中部の中部ビサヤ地方に属するセブ州にある都市で、メトロ・セブと呼ばれる都市群のひとつ。州都セブ市の東に浮かぶマクタン島の殆どとその沖合のオランゴ環礁の半分以上を占め、マクタン・セブ国際空港を持つ。対岸のセブ島マンダウエとはマクタン・マンダウエ橋とマルセロ・フェルナン橋の2つの橋で結ばれている。面積は64.22km2、2010年現在の人口は約35万人である。
市の名称は、この地にやって来たフェルディナンド・マゼランに抵抗をした部族長の英雄ラプ＝ラプに因んで名付けられた。もとは島の名同様「マクタン」と呼ばれていたが、1730年に聖アウグスチノ修道会により「オポン」 (Opon) の町が建設された。オポンは1961年に市になったが、その際地元の英雄にちなんで改名されている。
この島の南部にある小さな地方自治体コルドバと接している。